# Sensi
El sensi (també Mananahua, Sensi, Senti, Tenti) és una lengua ameríndia actualment extingida que pertany al grup pano de les llengües pano-tacanes, que anteriorment parlava el poble del mateix nom, que vivia al marge dret del riu Ucayali al Perú. Segons la 17a edició de l’Ethnologue, hi havia 100 parlants sensi el 1925 i hi tenia els subgrups Inubu, Kaska i Runubu.